# Wermertshausen
Wermertshausen ist ein Ortsteil der Gemeinde Ebsdorfergrund im Osten des mittelhessischen Landkreises Marburg-Biedenkopf. Nahe Wermertshausen entspringt die Zwester Ohm.

## Geschichte

### Ortsgeschichte
Wermertshausen wurde 780 bekanntermaßen erstmals unter dem Namen Werenbrahteshusen urkundlich erwähnt und gehörte bis in das 16. Jahrhundert kirchlich zu Ebsdorf. 1577 wurde es in das lutherische Kirchspiel Winnen eingepfarrt.
Zum 1. April 1972 wurde die bis dahin selbständige Gemeinde Wermertshausen im Zuge der Gebietsreform in Hessen auf freiwilliger Basis in die, am 31. Dezember 1971 aus den Gemeinden Dreihausen und Heskem neu gebildete Gemeinde Ebsdorfergrund, eingegliedert. Für alle Ortsteile wurden Ortsbezirke mit Ortsbeirat und Ortsvorsteher nach der Hessischen Gemeindeordnung gebildet.

### Verwaltungsgeschichte im Überblick
Die folgende Liste zeigt die Staaten und Verwaltungseinheiten, denen Wermertshausen angehört(e):
- vor 1374 und später: Heiliges Römisches Reich, Landgrafschaft Hessen
- ab 1526: Heiliges Römisches Reich, Landgrafschaft Hessen, Gericht Nordeck (Gericht Nordeck bestand aus den Orten Nordeck, Winnen und Wermertshausen)[6]
- ab 1567: Heiliges Römisches Reich, Landgrafschaft Hessen-Marburg, Gericht Nordeck
- 1604–1648: Heiliges Römisches Reich, strittig zwischen Landgrafschaft Hessen-Darmstadt und Landgrafschaft Hessen-Kassel (Hessenkrieg), Gericht Nordeck
- ab 1648: Heiliges Römisches Reich, Landgrafschaft Hessen-Kassel, Gericht Nordeck
- 1786: Heiliges Römisches Reich, Landgrafschaft Hessen-Kassel, Amt Treis an der Lumbda
- ab 1806: Landgrafschaft Hessen-Kassel, Oberhessen, Amt Treis an der Lumbda
- 1807–1813: Königreich Westphalen, Departement der Werra, Distrikt Marburg, Kanton Ebsdorf
- ab 1815: Kurfürstentum Hessen, Amt Treis an der Lumbda[7]
- ab 1821: Kurfürstentum Hessen, Provinz Oberhessen, Kreis Marburg[8][Anm. 1]
- ab 1848: Kurfürstentum Hessen, Bezirk Marburg
- ab 1851: Kurfürstentum Hessen, Provinz Oberhessen, Kreis Marburg
- ab 1867: Königreich Preußen, Provinz Hessen-Nassau, Regierungsbezirk Kassel, Kreis Marburg
- ab 1871: Deutsches Reich,  Königreich Preußen, Provinz Hessen-Nassau, Regierungsbezirk Kassel, Kreis Marburg
- ab 1918: Deutsches Reich, Freistaat Preußen, Provinz Hessen-Nassau, Regierungsbezirk Kassel, Kreis Marburg
- ab 1944: Deutsches Reich, Freistaat Preußen, Provinz Kurhessen, Landkreis Marburg
- ab 1945: Deutsches Reich, Amerikanische Besatzungszone, Groß-Hessen, Regierungsbezirk Kassel, Landkreis Marburg
- ab 1946: Deutsches Reich, Amerikanische Besatzungszone, Hessen, Regierungsbezirk Kassel, Landkreis Marburg
- ab 1949: Bundesrepublik Deutschland, Hessen, Regierungsbezirk Kassel, Landkreis Marburg
- ab 1972: Bundesrepublik Deutschland, Hessen, Regierungsbezirk Kassel, Landkreis Marburg, Gemeinde Ebsdorfergrund
- ab 1974: Bundesrepublik Deutschland, Hessen, Regierungsbezirk Kassel, Landkreis Marburg-Biedenkopf, Gemeinde Ebsdorfergrund
- ab 1981: Bundesrepublik Deutschland, Hessen, Regierungsbezirk Gießen, Landkreis Marburg-Biedenkopf, Gemeinde Ebsdorfergrund

### Gerichte seit 1821
Mit Edikt vom 29. Juni 1821 wurden in Kurhessen Verwaltung und Justiz getrennt. Der Kreis Marburg war für die Verwaltung und das Assistenzamt Treis war als Gericht in erster Instanz für Wermertshausen zuständig. In Treis wurde ein Assistenzamt eingerichtet, das 1833 als eigenständiges Justizamt Treis ausgegliedert wurde und für Wermertshausen zuständig war. Nach der Annexion Kurhessens durch Preußen wurde durch einen Gebietstausch Treis an das Großherzogtum Hessen abgetreten, Wermertshausen wurde dem Justizamt Marburg zugeordnet. Am 1. September 1867 erfolgte die Umbenennung des bisherigen Justizamtes in Amtsgericht Marburg. Auch mit dem Inkrafttreten des Gerichtsverfassungsgesetzes von 1879 blieb das Amtsgericht unter seinem Namen bestehen.

## Bevölkerung

### Einwohnerstruktur 2011
Nach den Erhebungen des Zensus 2011 lebten am Stichtag dem 9. Mai 2011 in Wermertshausen 369 Einwohner. Darunter waren 18 (4,9 %) Ausländer. Nach dem Lebensalter waren 66 Einwohner unter 18 Jahren, 135 zwischen 18 und 49, 105 zwischen 50 und 64 und 60 Einwohner waren älter. Die Einwohner lebten in 117 Haushalten. Davon waren 27 Singlehaushalte, 27 Paare ohne Kinder und 54 Paare mit Kindern, sowie 9 Alleinerziehende und keine Wohngemeinschaften. In 15 Haushalten lebten ausschließlich Senioren und in 81 Haushaltungen leben keine Senioren.

### Einwohnerentwicklung
| Quelle: Historisches Ortslexikon |                                                                                          |
| • 1577:                          | 6 Hausgesesse                                                                            |
| • 1681:                          | 8 Hausgesesse                                                                            |
| • 1749:                          | 144 Einwohner (darunter 72 auf den von Scholley'sehen Gütern).                           |
| • 1838:                          | Familien: (22 nutzungsberechtigte, 6 nicht nutzungsberechtigte Ortsbürger, 2 Beisassen). |

| Wermertshausen: Einwohnerzahlen von 1834 bis 2011 | Wermertshausen: Einwohnerzahlen von 1834 bis 2011 | Wermertshausen: Einwohnerzahlen von 1834 bis 2011 | Wermertshausen: Einwohnerzahlen von 1834 bis 2011 | Wermertshausen: Einwohnerzahlen von 1834 bis 2011 |
| --- | ------------------------------------------------- | ------------------------------------------------- | ------------------------------------------------- | ------------------------------------------------- |
| Jahr |                                                   |                                                   |                                                   | Einwohner                                         |
| 1834 | 1834                                              |                                                   | 166                                               | 166                                               |
| 1840 | 1840                                              |                                                   | 182                                               | 182                                               |
| 1846 | 1846                                              |                                                   | 187                                               | 187                                               |
| 1852 | 1852                                              |                                                   | 192                                               | 192                                               |
| 1858 | 1858                                              |                                                   | 207                                               | 207                                               |
| 1864 | 1864                                              |                                                   | 215                                               | 215                                               |
| 1871 | 1871                                              |                                                   | 192                                               | 192                                               |
| 1875 | 1875                                              |                                                   | 200                                               | 200                                               |
| 1885 | 1885                                              |                                                   | 179                                               | 179                                               |
| 1895 | 1895                                              |                                                   | 178                                               | 178                                               |
| 1905 | 1905                                              |                                                   | 186                                               | 186                                               |
| 1910 | 1910                                              |                                                   | 185                                               | 185                                               |
| 1925 | 1925                                              |                                                   | 193                                               | 193                                               |
| 1939 | 1939                                              |                                                   | 173                                               | 173                                               |
| 1946 | 1946                                              |                                                   | 244                                               | 244                                               |
| 1950 | 1950                                              |                                                   | 226                                               | 226                                               |
| 1956 | 1956                                              |                                                   | 195                                               | 195                                               |
| 1961 | 1961                                              |                                                   | 184                                               | 184                                               |
| 1967 | 1967                                              |                                                   | 203                                               | 203                                               |
| 1980 | 1980                                              |                                                   | ?                                                 | ?                                                 |
| 1990 | 1990                                              |                                                   | ?                                                 | ?                                                 |
| 2000 | 2000                                              |                                                   | ?                                                 | ?                                                 |
| 2011 | 2011                                              |                                                   | 369                                               | 369                                               |
| Datenquelle: Historisches Gemeindeverzeichnis für Hessen: Die Bevölkerung der Gemeinden 1834 bis 1967. Wiesbaden: Hessisches Statistisches Landesamt, 1968. Weitere Quellen: LAGIS; Zensus 2011 |                                                   |                                                   |                                                   |                                                   |

### Historische Religionszugehörigkeit
| • 1885: | 179 evangelische (= 100 %) Einwohner                              |
| • 1961: | 074 evangelische (= 94,57 %), 10 katholische (= 5,43 %) Einwohner |

### Historische Erwerbstätigkeit
| Quelle: Historisches Ortslexikon | |
| • 1749:                          | Erwerbspersonen: 3 Wagner, 1 Leineweber, 2 Schmiede, 1 Ziegelbrenner, 2 Tagelöhner.                                               |
| • 1838:                          | Familien: 22 Ackerbau, 3 Gewerbe, 5 Tagelöhner.                                                                                   |
| • 1961:                          | Erwerbspersonen: 80 Land- und Forstwirtschaft, 25 Produzierendes Gewerbe, 1 Handel und Verkehr, 2 Dienstleistungen und Sonstiges. |

## Infrastruktur
Im Dorf gibt es:
- die Evangelische Kirche Wermertshausen, die 1755 als eine kleine Fachwerkkirche errichtet wurde
- ein Dorfgemeinschaftshaus